# Magic Carpet (Computerspiel)
Magic Carpet ist ein 1994 erschienenes Actionspiel von Bullfrog Productions (unter Leitung von Peter Molyneux) mit Elementen einer Göttersimulation. Die 3D-Grafik, insbesondere die Terraindarstellung, war für damalige Verhältnisse außerordentlich. Magic Carpet konnte den Spielverlauf in Echtzeit stereoskopisch als Rot-Cyan Anaglyphenbild oder nach dem Single Image Random Dot Stereogram-Verfahren (Einzelbild-Zufallspunkt-Stereogramm) darstellen und somit dem Spieler die räumliche Tiefenwirkung vermitteln.

## Spielprinzip
Bei dem Spiel geht es darum, wertvolles Mana von einem fliegenden Teppich aus zu sammeln und gegen Flugmonster, wie Drachen und andere Teppichflieger zu verteidigen.
Das Spiel ist netzwerkfähig, bis zu acht Spieler können gegeneinander antreten. Ziel hierbei ist die Zerstörung der gegnerischen Burg, das Stehlen von Mana (um selbst an Energie zu gewinnen) und die Vernichtung des Gegners.

## Hidden Worlds (Add-on)
Expansion Pack: Hidden Worlds war eine Erweiterung für Magic Carpet und brachte 25 neue Level, unter anderem auch Level in einer Schneelandschaft. Es wurde zusammen mit dem Hauptspiel auch als Teil des Pakets Magic Carpet Plus veröffentlicht.

## Rezeption
„Technisch gesehen hätte ich mich vermutlich schon in Magic Carpet verguckt, wenn ich einfach nur darin rumfliegen und ballern könnte: Im Tiefflug rase ich über Sand- und Wasserwüsten, durch Oasen und Schluchten. Aus einem Arsenal mit 24 Zaubersprüchen kann ich zwei auf die Maustasten legen – etwa Feuerbälle oder einen dicken Meteoreinschlag. Und schon fühlt sich der fliegende Teppich wie eine Fliegende Festung auf Speed an. […] Spielerisch top, kommerziell Flop. Die Teppich-Simulation ist eines der meistunterschätzten Spiele der Geschichte.“

Die Fortsetzung Magic Carpet 2: The Netherworlds erschien im Oktober 1995 als offizieller Nachfolger und bietet neben einer verbesserten Grafikengine auch eine Vielzahl neuer Zaubersprüche, Monster, Level und Missionen wie den Teppichflug bei Nacht oder den Flug durch Höhlen.